# 사랑은 없다 (영화)
"사랑은 없다"는 2016년에 개봉한 대한민국의 영화이다. 한편 이 영화에 출연한 배우 조덕제가 본 영화 촬영 도중 반민정 (은정 역)의 하체를 강체 추행한 혐의로 고소되어  징역 1년, 집행유예 2년, 성폭력 치료 프로그램 40시간 이수 판결을 받아 2018년 10월 KBS 출연금지 명단에 올라야 했고  그 이후에는 KBS 뿐 아니라 MBC,SBS,EBS 출연금지 명단에 올라야 했는데 조덕제와 친분이 있는 개그맨 출신 기자 이재포가 반민정 (은정 역)에 대한 악의적 내용을 담은 허위기사를 작성한 혐의 탓인지 2심에서 징역 1년 6개월을 선고받았다.

## 캐스팅
- 김보성 : 동하 역
- 반민정 : 은정 역
- 정소영 : 수영 역
- 이철민 : 호중 역
- 박노식 : 안섭 역
- 김은수 : 희옥 역
- 박길수 : 최 감독 역
- 한창현 : 기승 역
- 김유연 : 수연 역
- 황무영 : 문방동료 역
- 연정흠 : 원준 역
- 이동희 : 트럭남 역
- 조윤 : 엔터여직원 역
- 현봉식 : 강창구 역
- 박태현 : 파파로치 역
- 김학룡 : 세탁소사장 역
- 최제헌 : 건달 1 역
- 서종봉 : 건달 2 역
- 기세형 : 건달 3 역
- 박혁동 : 건달 4 역
- 이승훈 : 병진 역
- 윤진영 : 대리손님 역
- 이지락 : 노숙자 역
- 양국석 : 초등학교동창 역
- 오누리 : 연회장여 1 역
- 오현진 : 연회장여 2 역
- 이용녀 (특별출연)
- 윤철형 (특별출연)
- 차룡 (특별출연)